# پیتر آندرئاس بلیکس
 پیتر آندرئاس بلیکس (انگلیسی: Peter Andreas Blix؛ ۴ نوامبر ۱۸۳۱ – ۳۱ ژانویهٔ ۱۹۰۱) یک معمار اهل نروژ بود.